# ヴァルレアス
ヴァルレアス （Valréas）は、フランス、プロヴァンス＝アルプ＝コート・ダジュール地域圏、ヴォクリューズ県のコミューン。

## 地理
ヴァルレアスは、小郡を構成するグリヨン、リシュランシュ、ヴィザンの3コミューンとともに、ドローム県に四方を取り囲まれたヴォクリューズ県の飛び地となっている。
往来可能な道路は1本のみで、ニヨン、モンテリマール、オランジュを通る。路線バスで周辺コミューンとの間を行き来ができる。

## 歴史

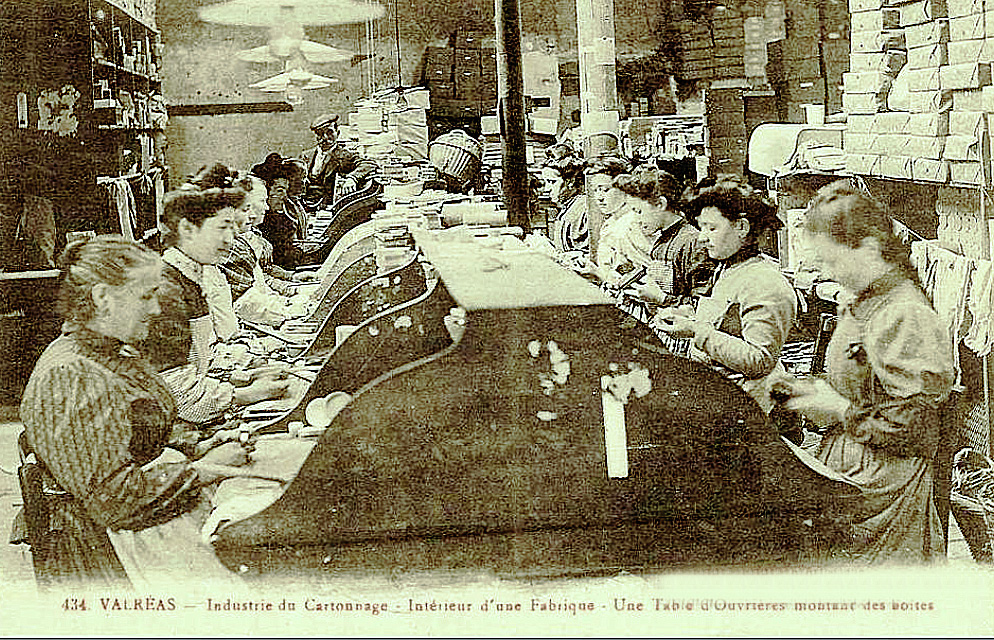
20世紀初頭、ヴァルレアスのカルトナージュの様子

ガロ＝ローマ時代の人の定住を証明する、彫刻の断片、墓地が発見されている。ヴァルレアスの創設は9世紀のカール大帝の帝国初期に遡る。最初の領主はこの地にValeriacumという名を与えた。Valèreの地という意味である。1110年にはValleriazと記された。これが現在のヴァルレアスへと変化した。
広大な土地は交差路でもあった。現在まちのある丘の上に、聖ヴァンサンに献堂された小修道院ができた。クリュアスの修道院の影響下にあったこの修道院が、最初の集落をつくった。
13世紀、領主はリペルティのカストゥルムを建設した。カストゥルムはモントーバン＝メヴイヨン男爵の砦となった。1247年3月27日、聖週間最中の水曜日、ヴァルレアスでキリスト教徒の幼女が殺害されて発見された。これは初期の血の中傷となった.。ヴァルレアスのユダヤ人はすぐさま逮捕され、拷問にかけられ、火炙りにされた。直後には周辺にいた他のユダヤ人も迫害にあい、ユダヤ人たちはローマ教皇インノケンティウス4世に迫害を止めるようとりなしを求めた。1317年、ローマ教皇ヨハネス22世はヴァルレアスをユベール・ド・モントーバンから購入し、ローマ教皇領とした。ベネディクトゥス12世はオー・コンタ代官区を創設し、そこにヴァルレアスを併合した。
1562年、ヴァルレアスはアドレ男爵に襲撃され略奪にあい、まちを守ろうとした者たちが虐殺された。シュズ伯爵率いるカトリック軍がまちの救援に向かった。1586年のエペルノン公爵による講和まで、ほぼ四半世紀にわたって宗教対立が続いた。
1791年9月14日、教皇領であったアヴィニョンとヴネッサン伯領がフランスに併合された。1792年3月28日、これらの地域は2つの県に分けられた。アヴィニョンはブーシュ＝デュ＝ローヌ県に、カルパントラはドローム県に含まれた。1793年8月12日、ヴォクリューズ県が新設され、アヴィニョンとカルパントラ、アプトおよびオランジュが含まれることとなった。1800年、県境が変更され、シュズ＝ラ＝ルースがドローム県に編入された。このため、ヴァルレアス小郡はドローム県の中の飛び地となった。
1840年代、フェルディナン・ルヴールがヴァルレアスでカルトナージュ製造を始めた。ヴァルレアス産絹を生産するメナール社の需要に応じてであった。
1888年、デュールフィとヴァルレアスにはまだ電気が通じていなかった。地元産業と貿易の促進のため、この2つのコミューンは発電所の設置を決定した。デュールフィを5kmにわたって流れるルズ川が油圧動力を提供するものに選ばれた。同年4月、ロンバール・ゲラン社とシィ社が2つのコミューンに電気を供給した。1897年、ニヨン＝ピエールラット間の鉄道路線がヴァルレアスに敷かれ、ヴァルレアスは産業発展の機会を掴んだ。
第一次世界大戦中の1916年、ヴァルレアスには士官候補生のための様々な武器の研修センターがおかれた。
1944年6月12日、53人のレジスタンスがヴァルレアスで処刑された。

## 経済
カルトナージュ製造業は減少傾向であるものの、現在もコミューンで続行している。
農業ではワイン製造が主体である。その歴史は中世に遡る。ガイヤルドのワイン製造者協同組合がまち最大のワインセラーである。次いで盛んなものは、ラベンダーの蒸留である。ヴァルレアスは、「黒いダイヤモンド」とも称えられる黒トリュフで有名である。水曜朝に開催されるトリュフ市は量の点で地域圏3位である。ヴァルレアスの豊かなテロワールはまた、複数の文化の存在を可能にしている。オリーブ油と黒オリーブ、繁殖用の子羊、ピコドンチーズを含むチーズ製造、デュラム小麦生産、アプリコット、メロン、サクランボ、アスパラガス生産である。

## 人口統計
| 1962年 | 1968年 | 1975年 | 1982年 | 1990年 | 1999年 | 2006年 |
| ------ | ------ | ------ | ------ | ------ | ------ | ------ |
| 6559   | 7886   | 8458   | 8721   | 9069   | 9425   | 9732   |

参照元:1968年以降INSEE

## 姉妹都市
- ザクセンハイム、ドイツ
- サン＝ポール、カナダ
- モンティニョーゾ、イタリア